# Carybdea arborifera
Carybdea arborifera es un hidrozoo de la familia Carybdeidae.